# Lion Network
The Lion Trophy Show (dal 1997 al 2000 Lion Network) è stato un programma televisivo d'intrattenimento andato in onda su TMC dal 1º marzo 1994 all'8 giugno 1996, e su TMC 2 dal 10 febbraio 1997 al 24 marzo 2000, per un totale di sette edizioni.
La trasmissione era prodotta da ELLETI & Company, mentre il gioco era sviluppato da Frame by Frame, e fu una delle prime trasmissioni televisive interattive rigorosamente in diretta realizzata in Italia. Essa si basava principalmente su un gioco sponsorizzato dallo snack Lion della Nestlé. I concorrenti selezionati giocavano da casa utilizzando la tastiera del proprio telefono come un joystick digitando i numeri corrispondenti alle opzioni di percorso, bonus, malus, ecc. che comparivano sullo schermo televisivo controllando Lion nelle varie avventure e totalizzando così il proprio punteggio nel torneo. Dal 1997 The Lion Trophy Show divenne Lion Network, e aprì il proprio sguardo sull'universo giovanile a 360°.
Le prime tre edizioni furono presentate da Emily De Cesare, mentre a partire dalla quarta edizione (1996-1997) la conduzione venne affidata ad Adriana Volpe, anch'ella rimasta al timone per tre anni. L'ultima edizione (1999-2000) fu condotta da Eleonora Di Miele.

## Regolamento del gioco interattivo
1) “Vite a disposizione”. Il concorrente/giocatore aveva tre vite a sua disposizione, sotto forma di snack «Lion». Quando sbagliava, partiva un filmato (rimasto lo stesso in tutte le edizioni e utilizzato anche come "messaggio promozionale") che mostrava Lion intento a mangiare uno snack al cioccolato per ricaricarsi. Persa anche la terza vita, il gioco si concludeva.
2) “Bonus”. Durante il gioco, il concorrente/giocatore doveva conquistare una serie di oggetti disseminati nei vari livelli per accumulare punti. Essi erano:
- Gli snack «Lion» (chiamati semplicemente Snack al cioccolato nelle prime tre edizioni) - + 5000 punti;
- Oggetti vari - monete, frutta, fiori, ecc. che danno + punti vari;
- Lo scrigno - introdotto a partire dalla quinta edizione, grazie al quale egli poteva guadagnare 10000 punti;
- Lo snack «Lion» d'oro - introdotto invece dalla sesta edizione, che lo catapultava in uno dei due livelli segreti pieno di normali snack «Lion».

3) “Schermata di gioco”. La schermata era caratterizzata dalla presenza in schermo di una tastiera in miniatura, situata in basso a sinistra, che permetteva al pubblico da casa di vedere in tempo reale quali tasti premeva il concorrente/giocatore, mentre, sempre in basso a sinistra, era scritto il suo nome e, sotto di esso, il punteggio sino a quel momento ottenuto.
4) “I pulsanti”. nelle prime edizioni i tasti direzionali erano fissi, ed erano:
- 0 - iniziare il gioco;
- 2 - proseguire dritto, saltare in alto o in avanti, salire ed aprire porte;
- 4 - svoltare o saltare verso sinistra;
- 6 - svoltare o saltare verso destra;
- 8 - chinarsi a terra;
- Altri (o tutti i 9) tasti - recuperare gli oggetti.

Dalla quarta edizione in poi, i tasti relativi ai possibili movimenti vennero ampliati e inseriti casualmente per rendere più difficoltoso il gioco.
5) “Game Over”. Quando si concludeva una partita, dopo aver esaurito le tre vite a disposizione o dopo aver superato tutti i livelli, appariva una schermata con il punteggio totale ottenuto dal concorrente/giocatore, che teneva conto del percorso effettuato, dei bonus recuperati e del tempo impiegato.
6) “Classifica e premi”. A seconda del punteggio ottenuto, un concorrente poteva essere proclamato «Top Giorno», «Top Settimana» e/o «Top Mese» (ovvero il migliore nel corrente giorno/settimana/mese), ed entrare nella «Top 12», ossia la classifica dei dodici concorrenti più bravi. Ogni titolo prevedeva un premio:
- Top Giorno - in ogni puntata si giocavano tre partite, che divennero due dalla quarta edizione a causa dell'introduzione del pregioco e dei contenuti “virtuali”. Il migliore dei concorrenti diventava il «Campione del giorno» e vinceva un orologio, mentre tutti gli altri vincevano una maglietta;
- Top Settimana - al termine della settimana, veniva ricontattato il concorrente che durante la settimana aveva totalizzato il maggior numero di punti, e diventava così il «Campione della settimana», che vinceva dei pattini in linea;
- Top Mese - lo stesso avveniva alla fine di ogni mese con il concorrente più bravo che diventava «Campione del mese» e vinceva una mountain bike;
- Top 12 - coloro che ci restavano sino alla conclusione della prima fase del programma vincevano un motorino o dei corsi di guida sicura e potevano così partecipare al torneo finale, ovvero un torneo a eliminazione diretta che decretava i tre finalisti del gioco, che all'ultima puntata giocavano in studio. Il vincitore assoluto vinceva una automobile.

## The Lion Trophy Show
Fin dal suo giorno di nascita, il 1º marzo 1994, e sino al 2 giugno 1997, il programma si intitolò The Lion Trophy Show poiché si basava esclusivamente sul gioco interattivo. Esso era condotto, nelle prime tre edizioni, da Emily De Cesare e in seguito da Adriana Volpe nella quarta edizione, ed andava in onda in diretta inizialmente nel preserale; fu innovativa anche la scelta della programmazione preserale, assolutamente atipica per i target bambini/adolescenti, che visto il successo dell'iniziativa, iniziò ad essere utilizzata anche da altri network.
Nella prima metà della terza edizione la trasmissione fu utilizzata anche da contenitore di cartoni animati (si ricordano, tra gli altri, Bia, la sfida della magia, I miserabili, Coccinella, La pietra dei sogni, la prima TV di Karate Kid, e Conan).

### La prima edizione
La prima edizione di The Lion Trophy Show era andata in onda su TMC dal 1º marzo al 17 giugno 1994, con la sola conduzione di Emily De Cesare. 
Il programma era trasmesso in diretta dal lunedì al venerdì alle ore 19:45, e il sabato alle ore 13:30. Nelle puntate feriali il programma aveva durata di 15 minuti, le puntate del sabato invece erano considerate “speciali” ed avevano ospiti in studio ed una maggiore durata.
Il gioco non aveva una sua storia e consisteva in un solo livello: l'unico scopo del concorrente/giocatore era quello di conquistare più bonus possibile, superando i vari ostacoli disseminati lungo il percorso (simile a un gioco endless runner).
Queste erano le due ambientazioni del gioco:
- La ferrovia nel deserto - Il livello principale della prima versione del gioco di Lion. Lui viaggiava su un carrello lungo i binari e, tra un bonus e l'altro, si trovava di fronte ad un incrocio. Per poter proseguire si doveva scegliere il binario giusto per evitare di finire dentro un burrone;
- La discesa innevata - Ad un certo punto venne aggiunto un livello nuovo in alternativa all'altro, che vedeva Lion su di uno slittino rosso alle prese con una discesa innevata. Agli incroci, il giocatore doveva evitare di andare contro le montagne di neve che invadevano una delle due vie.

### La seconda edizione
La seconda edizione di The Lion Trophy Show è andata in onda dal 24 ottobre 1994 al 17 marzo 1995 da lunedì a venerdì alle ore 20:10 con puntate della durata di 20 minuti, e dal 20 marzo all'8 maggio 1995 da lunedì a venerdì alle ore 20:00 con puntate della durata di 30 minuti, su TMC; era sempre condotta da Emily De Cesare ma questa volta era coadiuvata da Massimo Sangermano, il quale interpretava un simpatico e bizzarro assistente di studio; egli, dal 20 marzo al 5 maggio 1995, era anche il conduttore di T.R.I.B.U., un programma giovanile di TMC che precedeva lo stesso The Lion Trophy Show.
Il gioco, diversamente dalla precedente versione, aveva una storia ben precisa e autoconclusiva, creata appositamente per rendere più accattivanti le avventure di Lion: uno scienziato pazzo di nome Malvagius aveva catturato Leila, la fidanzata di Lion, nascondendola nella sua base, e il concorrente/giocatore doveva guidare Lion attraverso cinque livelli per raggiungere e sconfiggere Malvagius, e salvare Leila.
Ogni concorrente/giocatore premeva il tasto 0 per iniziare: partiva così il filmato introduttivo che mostrava Lion, in partenza sul suo carrello, che controllava di avere con sé le tre vite a sua disposizione (sotto forma di snack «Lion»). Ecco i cinque livelli di questa seconda edizione del gioco:
- La campagna (Level 1) - Il giocatore doveva affrontare una serie di ostacoli che si potevano presentare in maniera diversa. In un primo bivio a V c'era da una parte una vettura posteggiata e dall'altra dei maiali: a seconda del caso, uno di questi due soggetti invadeva una delle due strade e andava evitato. Un secondo bivio a V vedeva protagonista un autobus da aggirare, che in un caso si dirigeva pericolosamente verso di noi, mentre nell'altro viaggiava perpendicolarmente sulla strada posta alla fine del bivio. Dopo di che ci si poteva dirigere verso un passaggio a livello con un treno in corsa da evitare a seconda della direzione di esso, oppure in prossimità di una stalla che poteva essere attraversata solo se il portone di ingresso era aperto;
- Il bosco (Level 2) - In questo secondo livello il giocatore doveva evitare che Lion si scontrasse con gli alberi presenti nel percorso;
- La miniera d'oro (Level 3) - Il giocatore doveva aprire una serie di cancelli chiusi e subito dopo scegliere l'unica di tre entrate che avesse il cancello aperto, per evitare che Lion si schiantasse contro le grate rimaste chiuse;
- Il castello (Level 4) - In questo penultimo livello, dopo essere entrato nel castello, Lion scendeva dal suo carrello e il giocatore sceglieva di entrare in una delle due porte disponibili e così, a seconda del caso, affrontava una di queste due prove: la prima si svolgeva in una cucina, nella quale un cuoco fantasma lanciava contro Lion pentole e padelle che il concorrente doveva prontamente evitare saltando o chinandosi a seconda della direzione verso cui esse si dirigevano. La seconda si svolgeva su un mulino, e in questo caso il concorrente doveva permettere a Lion di oltrepassare le due ruote di esso al momento giusto e prima che il protagonista venisse attaccato dai pipistrelli.
Superata una di queste due prove, Lion entrava in una stanza con tre tubi: il concorrente sceglieva uno dei tre ingressi sperando di aver indovinato quello giusto: se invece sbagliava, Lion veniva rispedito nella medesima stanza e il giocatore quindi perdeva dei secondi preziosi in virtù del punteggio totale;
- La base di Malvagius (Level 5) - Nell'ultimo livello Lion viaggiava su una piccola astronave ed era armato di pistola laser. Qua il giocatore doveva aprire una porta e poco dopo doveva ripetere la medesima operazione, solo che questa volta dietro la seconda porta appariva un robot spara scariche elettriche che andava eliminato. Questa sequenza si ripeteva un'altra volta, dopo di che Lion arrivava nella stanza principale dove ad attenderlo c'era Malvagius ed un ultimo grosso robot di cui si dovevano evitare sempre le tali scariche per poi distruggerlo.

In conclusione, veniva mostrato il filmato finale: Lion prendeva e scaraventava a terra Malvagius e poi libera la sua amata Leila.

### La terza edizione
La terza edizione di The Lion Trophy Show era andata in onda dal 27 novembre 1995 all’8 giugno 1996 nel pomeriggio su TMC, ed era per la terza ed ultima volta condotta da Emily De Cesare, la quale era sempre coadiuvata da Massimo Sangermano.
Il gioco cambiò ancora volto con una storia nuova di zecca: Malvagius aveva spedito Lion nel passato grazie a una misteriosa arma, solo che per un errore di mira era stato colpito anche un tizio di nome Bobo: il concorrente/giocatore doveva guidare Lion, accompagnato per l'occasione da Bobo, in diverse epoche per poi tornare al presente e sconfiggere ancora una volta Malvagius il quale, tanto per cambiare, aveva catturato Leila imprigionandola su un'isola deserta. Da questa edizione inoltre, Leila anziché come leonessa, viene rappresentata come una ragazza dalla carnagione scura, sudamericana o africana, che indossa una collana con un leone (probabilmente un amuleto che permette la sua trasformazione in umana o un semplice ciondolo).
Il gioco non era diviso numericamente in livelli come in precedenza, in quanto il passaggio da un'epoca storica all'altra avveniva, in maniera del tutto casuale, attraverso una porta spazio temporale.
Ogni concorrente premeva come sempre il tasto 0 per iniziare a giocare: partiva così il filmato introduttivo che mostrava ciò che viene narrato nella storia:
- Chicago, anni 30 - In questo livello il giocatore doveva seguire un furgoncino rosso lungo le strade della città: quando i due protagonisti si perdevano, si imbattevano in un vicolo cieco alle prese con una gang poco raccomandabile;
- Antico Egitto - In questo livello, ambientato in una piramide, c'erano diversi ostacoli da arginare. Impugnata una torcia, il giocatore doveva saltare una parte di pavimento in procinto di crollare, poi doveva bruciare, una di seguito all'altra, tre mummie desiderose di riempire Lion e il compagno di viaggio Bobo di baci. Superato anche questo ostacolo, i due protagonisti dovevano fuggire da un altro gruppo di mummie particolarmente affettuose, lungo un corridoio, scegliendo l'unica delle tre porte che si trovavano di fronte senza mummia;
- Il Tempio precolombiano - In questo livello, considerato uno dei più complicati in assoluto, il giocatore doveva affrontare più enigmi. Dapprima doveva permettere ai due protagonisti di percorrere la scalinata superando i gradini che stavano per crollare, dopo di che ci si trovava davanti un pavimento a scacchiera. Per arrivare dalla parte opposta, il concorrente doveva saltare sopra una delle tre piastrelle raggiungibili con un salto, esattamente sull'unica che non crollava, il tutto con grande prontezza di riflessi, per evitare di vedere i due protagonisti precipitare giù. Superato questo arduo punto, Lion e l'amico Bobo salivano su un tronco e iniziava così una folle corsa su un lungo scivolo con tre bivi a V che andavano superati scegliendo la direzione che permettesse di proseguire la corsa, senza finire nel burrone;
- Il combattimento aereo - Tornato nel presente, il solo Lion affrontava questo combattimento in mezzo alle montagne contro gli aerei di Malvagius. Il giocatore doveva evitare che il suo velivolo cozzasse contro le pareti montane, ed in questo caso Lion riusciva sempre ad aprire il paracadute, ma aveva a che fare comunque con un uccellaccio. L'aereo più coriaceo andava distrutto direttamente dal giocatore e, superato anche questo ostacolo, Lion, uscito dall'aereo con il suo paracadute, atterrava nei pressi un sottomarino dove ad attenderlo c'era Bobo;
- Il sottomarino - All'inizio di quest'ultimo livello, legato a quello precedente senza alcun intermezzo, il concorrente doveva evitare che il sottomarino si schiantasse contro la parete rocciosa, a dire il vero non sempre visibilissima, dopo di che doveva seguire un delfino verso l'ingresso della base di Malvagius. In seguito, il giocatore doveva sganciare dei missili contro una serie di sottomarini nemici e, infine, percorrere un lungo corridoio.

In conclusione, veniva mostrato il filmato finale: Lion distruggeva la base di Malvagius con l'ultimo missile, e salvava infine dall'isola Leila.

### La quarta edizione
La quarta edizione di The Lion Trophy Show andò in onda dal 10 febbraio al 2 giugno 1997; in questa edizione cambiarono l'emittente di messa in onda del programma, che infatti fu trasferito da TMC a TMC 2, dove veniva trasmesso alle ore 19:00, e la presentatrice: infatti Adriana Volpe subentrò ad Emily De Cesare.
Il gioco rimase sostanzialmente invariato rispetto all'anno precedente, ma vennero apportate comunque delle modifiche. In primis, venne introdotto il pregioco, cioè una sfida che vedeva protagonisti tre aspiranti concorrenti/giocatori, dei quali uno solo avrebbe potuto partecipare al gioco vero e proprio. Questa prova eliminatoria, ambientata in questa edizione nel vecchio livello de "La campagna" del gioco della seconda edizione, consisteva nel conquistare più punti possibile. La schermata del pregioco mostrava in basso una sorta di tabella con i nomi dei tre e una barra rossa per ciascuno che aumentava o diminuiva a seconda della percentuale raggiunta. I due che perdevano ricevevano comunque una maglietta di Lion come premio di consolazione.
Inoltre vennero aggiunti due livelli nuovi di zecca:
- Medioevo - Questo livello, in alternativa ad una delle altre tre epoche storiche, era ambientato in un castello medioevale. Entrati nel salone d'ingresso, Lion e il compagno di avventura Bobo dovevano seguire la pro-prozia di Leila dentro una delle tre porte poste in fondo alla stanza, per non essere trasformati in due rospi da un mago. In seguito, lungo una scalinata, il giocatore nei panni di Lion doveva fronteggiare due guerrieri in armatura, mentre nell'ultima stanza si trovava a stretto contatto con uno spaventoso drago di cui bisognava prontamente evitare le tre fiammate;
- Il combattimento sul motoscafo: -In alternativa al combattimento aereo, poteva capitare di dover affrontare gli uomini di Malvagius su di un motoscafo. L'unica difficoltà di questo livello consisteva nell'evitare di schiantarsi sulla spiaggia. Anche alla fine di questo combattimento Lion incontrava Bobo sul sottomarino.

## Lion Network
Dal 27 ottobre 1997 sino al 24 marzo 2000, il programma (sempre su TMC 2) cambiava nome e si intitolò Lion Network, poiché non si basava più esclusivamente sul gioco interattivo: esso diventò un vero e proprio network (da cui il titolo) i cui contenuti, che spaziavano tra diversi temi, puntavano sempre al mondo dei giovani. Importante era l'interazione con il sito internet del programma e più in generale con il web, punto di partenza per gli argomenti di ogni puntata, da parte dei redattori virtuali presenti in studio. Gli argomenti venivano scelti in maniera interattiva dal pubblico a casa. Le prime due edizioni vennero condotte da Adriana Volpe, alla quale si aggiunse l'allora veejay Andrea Besana che curava i servizi esterni, mentre l'ultima edizione venne presentata da Eleonora Di Miele con lo stesso Besana. La collocazione oraria rimase pressoché immutata.

### La quinta edizione
La quinta edizione di Lion Network andò in onda dal 27 ottobre 1997 al 3 aprile 1998, ed era condotta da Adriana Volpe con Andrea Besana. In studio era presente anche un redattore virtuale, Daniele Balit, che si occupava dell'interazione con la rete. Ogni giorno venivano disputate due partite del gioco, una in meno rispetto al passato.
Il gioco rimase pressoché identico a quello dell'edizione precedente.
Prima di premere il tasto 0 il concorrente/giocatore poteva scegliere se affrontare un percorso facile o difficile: da questa scelta dipendeva la presenza di un livello piuttosto che un altro e da ciò poteva cambiare anche la disposizione dei tasti, altro grande cambiamento che caratterizzò questa edizione e le seguenti.
Tra una partita e l'altra una persona da casa (non era mai un concorrente del gioco) decideva l'argomento del giorno, premendo il tasto del telefono corrispondente a uno dei tre argomenti, elencati in una schermata virtuale. A questo punto partiva il relativo filmato, alla fine del quale il redattore virtuale segnalava siti internet ad esso inerenti. Gli argomenti non scelti restavano nella schermata finché qualcuno non avrebbe optato per uno di questi.

### La sesta edizione
La sesta edizione di Lion Network, andò in onda dal 16 novembre 1998 al 2 aprile 1999 per l'ultima volta con la conduzione di Adriana Volpe con Andrea Besana. In studio erano presenti anche cinque redattori virtuali per i seguenti "macrotemi": informatica (con il redattore virtuale Daniele Balit), musica (con la redattrice Natasya Martelli), sport (con il redattore Gianluca Apa), esplorazione (con la redattrice Francesca Benedetti), arte e spettacolo (con il redattore Massimo Bagnato), che si occupavano dell'interazione con la rete. Rimasero invariati la collocazione oraria del programma e il numero di partite giornaliero.
Prima della partita vera e propria, venne confermato il pregioco, ambientato questa volta nel livello della Chicago, anni '30.
Il gioco si poteva considerare un ibrido di quanto già visto in passato, in quanto esso riprendeva la storia e i livelli della seconda edizione, più il combattimento aereo o su motoscafo, presi in ordine casuale. Il momento della stanza dei tubi venne animato con un nuovo personaggio in carne ed ossa, il virus Max, che attraverso dei brevi e divertenti filmati informava il concorrente/giocatore della perdita dei 1000 punti quando egli non indovinava l'ingresso giusto. Nel quinto livello, la base di Malvagius, dopo la distruzione dell'ultimo robot, Lion affrontava lo stesso corridoio finale già visto nel livello del sottomarino.
Venne introdotto un nuovo oggetto da recuperare, lo scrigno, che catapultava il giocatore in una nuova schermata con una domanda alla quale egli doveva rispondere esattamente per poter guadagnare 10000 punti.
La scelta dell'argomento del giorno da parte di una persona da casa avveniva in maniera del tutto diversa rispetto all'anno precedente, poiché erano stati introdotti cinque macrotemi, uno al giorno, e quindi la scelta era ristretta al tema della puntata:
- Lunedì - informatica;
- Martedì - musica;
- Mercoledì - sport;
- Giovedì - esplorazione;
- Venerdì - arte e spettacolo.

### La settima edizione
La settima ed ultima edizione di Lion Network andò in onda dal 29 ottobre 1999 al 24 marzo 2000 alle ore 19:30 su TMC 2 con una nuova presentatrice, ovvero Eleonora Di Miele (che prese il posto di Adriana Volpe) sempre con la coadiuvazione di Andrea Besana. In studio erano presenti anche tre redattori virtuali (tra gli altri rimasero Daniele e Massimo), che si occupavano dell'interazione con la rete. Rimasero invariati la collocazione oraria del programma e il numero di partite giornaliero.
Nella settima edizione del gioco, che rimase pressoché identico a quello dell'anno prima, venne eliminato il pregioco, mentre tra gli oggetti venne tolta la domanda legata alla presa de «Lo scrigno» che regalava direttamente al giocatore i 10000 punti in palio, e venne introdotto lo snack «Lion d'oro» che catapultava Lion in uno tra due livelli segreti, ovvero La cloaca e Il corridoio misterioso pieni zeppi di snack «Lion» del valore di 5000 punti ciascuno.

## Esportazione del format
Prima del debutto in Italia di The Lion Trophy Show/Lion Network, in ambito internazionale era già presente una trasmissione televisiva interattiva dal format del tutto simile: si chiamava Skærmtrolden Hugo ed era prodotta in Danimarca. Dalla trasmissione, che debuttò nel 1990 su TV 2, vennero tratti numerosi giochi pubblicati su Amiga, PC e varie console. Il format venne poi esportato e trasmesso in oltre 40 paesi del mondo.